# Bosena Mulatie
Bosena Mulatie (* 21. November 2001) ist eine äthiopische Leichtathletin, die sich auf den Langstreckenlauf spezialisiert hat.

## Sportliche Laufbahn
Erste internationale Erfahrungen sammelte Bosena Mulatie im Jahr 2022, als sie bei den Weltmeisterschaften in Eugene mit 30:17,77 min den achten Platz im 10.000-Meter-Lauf belegte.
Bei ihrem Marathon-Debüt 2024 in Berlin belegte Mulatie in 2:19:00 h den dritten Platz.

## Persönliche Bestzeiten
- 5000 Meter: 14:54,22 min, 11. Juni 2021 in Carquefou
- 10.000 Meter: 30:17,77 min, 16. Juli 2022 in Eugene
- 10-km-Straßenlauf: 30:50 min, 12. Januar 2020 in Valencia (afrikanische U20-Bestleistung)
- Halbmarathon: 1:05:46 h, 19. Februar 2022 in Ra’s al-Chaima
- Marathon: 2:19:00 h, 29. September 2024 in Berlin